# Gouvernement Bahah I
Pour les articles homonymes, voir Gouvernement Khaled Bahah.
Yémen
Basindawa Bahah II
Le gouvernement Khaled Bahah I est le gouvernement yéménite formé le 7 novembre 2014 entré en fonction le 9 novembre 2014.

## Historique
Le 18 décembre 2014, le gouvernement obtient la confiance de l'ensemble de la Chambre des députés.
Le gouvernement présente sa démission le 22 janvier 2015.

## Composition

### Initiale (9 novembre 2014)
- Les nouveaux ministres sont indiqués en gras, ceux ayant changé d'attributions en italique.

| Portefeuille                                                            | Ministre                                  |
| ----------------------------------------------------------------------- | ----------------------------------------- |
| Premier ministre                                                        | Khaled Bahah                              |
| Ministre des Affaires étrangères                                        | Abdallah al-Sayyadi                       |
| Ministre des Affaires juridiques                                        | Mohammed al-Makhlafi                      |
| Ministre des Affaires sociales et du Travail                            | Qaboul Mohammed Abdelmalik al-Moutawakkil |
| Ministre d'Agriculture                                                  | Farid Majour                              |
| Ministre du Commerce                                                    | Mohammed al-Saadi                         |
| Ministre de la Communication et des Technologies                        | Loutfi Bachrif                            |
| Ministre de la Coopération internationale                               | Mohammed al-Maytami                       |
| Ministre de la Culture                                                  | Aroua Othman                              |
| Ministre de la Défense                                                  | Mahmoud al-Soubeihi                       |
| Ministre des Droits de l'homme                                          | Azz al-Dine al-Asbahi                     |
| Ministre de l'Eau et de l'Environnement                                 | Azzi Charim                               |
| Ministre de l'Éducation et de l'Enseignement                            | Abdel Latif al-Hakaimi                    |
| Ministre de l'Enseignement supérieur                                    | Mohammed al-Mathar                        |
| Ministre de l'Enseignement technique et de la Formation professionnelle | Abderrazak al-Achoual                     |
| Ministre de l'Énergie et de l'Électricité                               | Abdallah Mohsen al-Akwa                   |
| Ministre d'État, membre du Conseil des ministres                        | Ghaleb Matlaq                             |
| Ministre d'État, membre du Conseil des ministres                        | Hassan Zayd                               |
| Ministre d'État, membre du Conseil des ministres                        | Mohammed Moussa al-Amari                  |
| Ministre d'État Chargé avec les Relations avec le Parlement             | Mohammed Ahmed al-Kahlani                 |
| Ministre d'État Chargée des relations avec le gouvernement              | Samira Khamis Abid                        |
| Ministre des Finances                                                   | Mohammed Zammam                           |
| Ministre de l'Immigration                                               | Aloui Bafkia                              |
| Ministre de l'Information                                               | Nadia al-Sakkaf                           |
| Ministre de l'Intérieur                                                 | Jalal al-Roweichan                        |
| Ministre de la Justice                                                  | Khaled Bajnid                             |
| Ministre de la Pêche                                                    | Fahd Salem Kafeyn                         |
| Ministre du Pétrole et des Minéraux                                     | Mohammed ben Nabhan                       |
| Ministre de la Santé et de la Population                                | Riad Yassine                              |
| Ministre des Sports                                                     | Raafat al-Akhali                          |
| Ministre du Tourisme                                                    | Mouammar al-Iryani                        |
| Ministre des Transports                                                 | Badr Baslama                              |
| Ministre des Travaux et des Routes                                      | Wahi Tah Amane                            |
| Ministre des Wakfs                                                      | Fouad Abou Bakr                           |

### Remaniement du 25 novembre 2014
- Les nouveaux ministres sont indiqués en gras, ceux ayant changé d'attributions en italique.

| Portefeuille                                                            | Ministre                  |
| ----------------------------------------------------------------------- | ------------------------- |
| Premier ministre                                                        | Khaled Bahah              |
| Ministre des Affaires étrangères                                        | Abdallah al-Sayyadi       |
| Ministre des Affaires juridiques                                        | Mohammed al-Makhlafi      |
| Ministre des Affaires sociales et du Travail                            | Samira Obeïd              |
| Ministre d'Agriculture                                                  | Farid Majour              |
| Ministre du Commerce                                                    | Mohammed al-Saadi         |
| Ministre de la Communication et des Technologies                        | Loutfi Bachrif            |
| Ministre de la Coopération internationale                               | Mohammed al-Maytami       |
| Ministre de la Culture                                                  | Aroua Othman              |
| Ministre de la Défense                                                  | Mahmoud al-Soubeihi       |
| Ministre des Droits de l'homme                                          | Azz al-Dine al-Asbahi     |
| Ministre de l'Eau et de l'Environnement                                 | Azzi Charim               |
| Ministre de l'Éducation et de l'Enseignement                            | Abdel Latif al-Hakaimi    |
| Ministre de l'Enseignement supérieur                                    | Mohammed al-Mathar        |
| Ministre de l'Enseignement technique et de la Formation professionnelle | Abderrazak al-Achoual     |
| Ministre de l'Énergie et de l'Électricité                               | Abdallah Mohsen al-Akwa   |
| Ministre d'État, membre du Conseil des ministres                        | Ghaleb Matlaq             |
| Ministre d'État, membre du Conseil des ministres                        | Hassan Zayd               |
| Ministre d'État, membre du Conseil des ministres                        | Mohammed Moussa al-Amari  |
| Ministre d'État Chargé avec les Relations avec le Parlement             | Mohammed Ahmed al-Kahlani |
| Ministre d'État Chargée des relations avec le gouvernement              | Samira Khamis Abid        |
| Ministre des Finances                                                   | Mohammed Zammam           |
| Ministre de la Fonction publique et des Assurances                      | Mohammed Ahmed al-Chami   |
| Ministre de l'Immigration                                               | Aloui Bafkia              |
| Ministre de l'Information                                               | Nadia al-Sakkaf           |
| Ministre de l'Intérieur                                                 | Jalal al-Roweichan        |
| Ministre de la Justice                                                  | Khaled Bajnid             |
| Ministre de la Pêche                                                    | Fahd Salem Kafeyn         |
| Ministre du Pétrole et des Minéraux                                     | Mohammed ben Nabhan       |
| Ministre de la Santé et de la Population                                | Riad Yassine              |
| Ministre des Sports                                                     | Raafat al-Akhali          |
| Ministre du Tourisme                                                    | Mouammar al-Iryani        |
| Ministre des Transports                                                 | Badr Baslama              |
| Ministre des Travaux et des Routes                                      | Wahi Tah Amane            |
| Ministre des Wakfs                                                      | Fouad Abou Bakr           |